# Victor/Victoria
Victor/Victoria – amerykańsko-brytyjski musical z 1982 roku, powstały na podstawie niemieckiego filmu z 1933 roku Viktor und Viktoria.

## Główne role
- Julie Andrews – Victoria Grant/Hrabia Victor Grezhinski
- James Garner – King Marchand
- Robert Preston – Carroll 'Toddy' Todd
- Lesley Ann Warren – Norma Cassady
- Alex Karras – 'Squash' Bernstein
- John Rhys-Davies – Andre Cassell

## Nagrody i nominacje
Oscary za rok 1982
- Najlepsza muzyka, oryginalny dobór piosenek i/lub najtrafniejsza adaptacja – Henry Mancini, Leslie Bricusse
- Najlepszy scenariusz adaptowany – Blake Edwards (nominacja)
- Najlepsza scenografia i dekoracje wnętrz – Rodger Maus, Tim Hutchinson, William Craig Smith, Harry Cordwell (nominacja)
- Najlepsze kostiumy – Patricia Norris (nominacja)
- Najlepsza aktorka – Julie Andrews (nominacja)
- Najlepszy aktor drugoplanowy – Robert Preston (nominacja)
- Najlepsza aktorka drugoplanowa – Lesley Ann Warren (nominacja)

Złote Globy 1982
- Najlepsza aktorka w komedii lub musicalu – Julie Andrews
- Najlepsza komedia lub musical (nominacja)
- Najlepsza muzyka – Henry Mancini (nominacja)
- Najlepszy aktor w komedii lub musicalu – Robert Preston (nominacja)
- Najlepsza aktorka drugoplanowa – Lesley Ann Warren (nominacja)

Cezary 1983
- Najlepszy film zagraniczny